# Germainia pilosa
Germainia pilosa là một loài thực vật có hoa trong họ Hòa thảo. Loài này được Chai-Anan mô tả khoa học đầu tiên năm 1972.